# South Hill (Cornouailles)
South Hill est une paroisse civile et un village des Cornouailles, en Angleterre.